# Trestonia
Trestonia – rodzaj chrząszczy z rodziny kózkowatych i podrodziny zgrzypikowych.

## Zasięg występowania
Przedstawiciele tego rodzaju występują w Ameryce Środkowej i Południowej od Nikaragui po Argentynę, w tym na Małych Antylach.

## Systematyka
Do Trestonia należą 23 gatunki:

- Trestonia albilatera,
- Trestonia assulina,
- Trestonia bilineata,
- Trestonia capreola,
- Trestonia ceara,
- Trestonia confusa,
- Trestonia exotica,
- Trestonia fasciata,
- Trestonia forticornis,
- Trestonia frontalis,
- Trestonia fulgurata,
- Trestonia grisea,
- Trestonia lateapicata,
- Trestonia morrisi,
- Trestonia nivea,
- Trestonia pulcherrima,
- Trestonia pyralis,
- Trestonia rugosicollis,
- Trestonia signifera,
- Trestonia skelleyi,
- Trestonia solangeae,
- Trestonia turbula,
- Trestonia wappesi.